# Sargfabrik Atzgersdorf

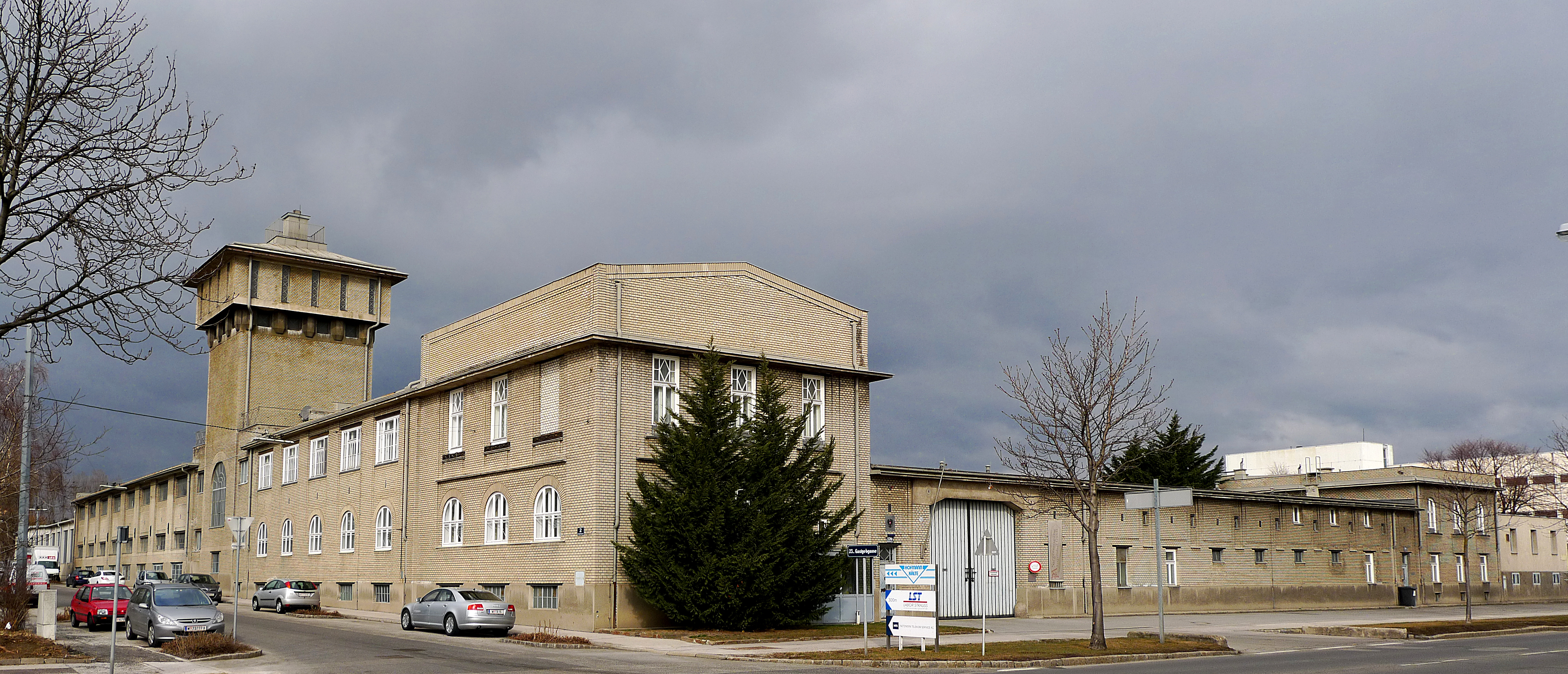
Sargfabrik Atzgersdorf in der Breitenfurter Straße 176

Die Sargfabrik Atzgersdorf steht in der Breitenfurter Straße 176 im 23. Wiener Gemeindebezirk Liesing in der Stadt Wien. Die von 1966 bis 2013 zur Sargerzeugung genutzte Fabrik der Wiener Stadtwerke Bestattung Wien steht unter Denkmalschutz (Listeneintrag).

## Geschichte
Die ehemalige Maschinen, Kisten- und Holzwarenfabrik Koffmahn wurde von 1913 bis 1916 nach den Plänen des Architekten Hubert Gessner erbaut. 1967 wurden diverse technische Anlagen umgebaut.
Seit 2015 wird das Gebäude vom Kulturverein IG-F23 – unter dem Namen F23 – "F23.wir.fabriken" als Kulturzentrum genutzt. Anfang 2018 wurde Kritik laut, dass die Nutzung überwiegend gewerblicher Natur sei, und die Chance auf ein niederschwelliges kulturelles Angebot praktisch vor dem Aus stehe.
Ab 2019 wird das Werksgelände im Einvernehmen mit dem Bundesdenkmalamt zu einem Kulturzentrum für das umliegende Wohngebiet umgebaut. Die denkmalgeschützten Teile bleiben weitestgehend bestehen und werden durch neue Architektur nach den Entwürfen des Architekturbüros Shibukawa Eder Architects (S.E.A.) ergänzt.

## Architektur
Die langgestreckte Fabrikanlage zeigt Sichtziegel aus grauem Klinker in sachlichen Formen. Die Fabrik gliedert sich in eine Werkhalle sowie einen hohen Wasserturm mit weiteren Büro-, Wohn- und Personaltrakten mit unterschiedlichen Gebäudehöhen und einer jeweils entsprechenden Fassadengliederung nach den Funktionen. Der Verwaltungsbereich zeigt eine Attika und Rundbogenfenster. Die Werkhalle mit kräftigen Wandpfeilern mit Schließeisen und Zwischendecken zeigt quergelagerte Sprossenfenster und Fensterbänder. Der Wasserturm über einem quadratischen Grundriss hat ein auskragendes Obergeschoß mit kräftigen Konsolen. Es gibt seitlich Balkone aus Schmiedeeisen und im Hof eine Freitreppe mit Schmiedeisengeländer.